# Apollo z Piombino
Apollo z Piombino – brązowa rzeźba w typie kurosa, znajdująca się w zbiorach Luwru.
Mierząca 1,15 m wysokości rzeźba została odnaleziona w 1832 roku we wraku starożytnego statku rozbitego u wybrzeży włoskiego Piombino i dwa lata później zakupiona za sumę 16 tysięcy franków do zbiorów Luwru. Figurka przedstawia nagiego młodzieńca w pozycji stojącej. Odlano ją za pomocą metody wosku traconego. Rzęsy, wargi i sutki postaci inkrustowano miedzią, oczodoły natomiast pierwotnie były przypuszczalnie wypełnione. Na lewej stopie znajduje się natomiast inkrustowana srebrem inskrypcja z dedykacją dla bogini Ateny. W wyciągniętych na wysokości talii rękach młodzieniec pierwotnie trzymał jakieś przedmioty, przypuszczalnie łuk i czarę.
Początkowo rzeźbę uważano za oryginał grecki. Współczesne badania wykazały, że jest to raczej archaizujący pastisz rzymski pochodzący przypuszczalnie z I wieku p.n.e. Wskazuje na to 8-10% udział cyny w stopie oraz krój liter inskrypcji.